# قطعنامه ۱۳۲۰ شورای امنیت
قطعنامه ۱۳۲۰ شورای امنیت سازمان ملل متحد که در تاریخ ۱۵ سپتامبر ۲۰۰۰ تصویب شد، سندی بین‌المللی دربارهٔ بررسی وضعیت میان اریتره و اتیوپی است. این قطعنامه طی نشست ۴۱۹۷ام با ۱۵ رای موافق، ۰ مخالف و ۰ ممتنع تصویب شد.